# 鶴ひろみ
鶴 ひろみ（つる ひろみ、1960年〈昭和35年〉3月29日 - 2017年〈平成29年〉11月16日）は、日本の声優、ナレーター、女優。北海道千歳市生まれ、神奈川県横浜市育ち。最終所属は青二プロダクション。元夫は声優の難波圭一。

## 生涯
北海道千歳市生まれ、その後、茨城県土浦市に転居し、小学2年生の時から神奈川県横浜市で育つ。

### 子役として活動
幼い時からテレビに出演したかったといい、親戚などが集まると前に出てドリフターズ、東京ぼん太のモノマネで人を笑わせるのがわりと好きだった。
小学2年生時に自ら希望して、姉と共に劇団ひまわりへ入団。小学校3年生の1968年に『コメットさん』（TBS）のオーディションを受け、第63話「妖怪の森」でドラマデビュー。1969年には同じ脚本・市川森一、監督・山際永三コンビによる『恐怖劇場アンバランス』（フジテレビ）の第4話「仮面の墓場」にも出演している。
その後も、学習誌の表紙や子供服のファッションショー、『彩の女』（フジテレビ）などのテレビドラマに出演していた。『日曜洋画劇場』（テレビ朝日）放送の『ダウンタウン物語』で、ジョディ・フォスターの吹き替えも行った。

### 声優デビュー
神奈川県立鶴見高等学校卒業。高校3年生だった1977年、世界名作劇場『ペリーヌ物語』のオーディションに合格し、主人公・ペリーヌ役で声優デビュー（当時のクレジットは「靏ひろみ」）。『ペリーヌ物語』放送終了後、2年間は声優業を行っていなかったが、1981年に『おはよう!スパンク』でキャット役を担当。
1982年、『わが青春のアルカディア 無限軌道SSX』のレビ役のオーディションに受かったのを契機に、本格的に声の仕事に取り組むため砂岡事務所から青二プロダクションへ移籍。以後、声優としての活動を活発に行うようになった。
1984年に海外ドラマ『超能力プリンス マシュー・スター』で半年間出演したことをきっかけに、恋人役で共演した声優の難波圭一と交際を始める。そして1985年にアニメ『タッチ』で難波が演じた上杉和也の葬儀イベントで婚約を発表し、1986年1月4日に神谷明夫妻を立会人にハワイで挙式した。
1990年代以降は、バラエティ番組や報道番組などにおけるナレーション業が増え、亡くなる直前までこちらを主体とした活動を行っていた。また、舞台に出演することもあった。

### 死去
2017年11月16日19時30分頃、東京都中央区の首都高速都心環状線の車線上にて、ハザードランプをつけ停車していた車内で、シートベルトをして運転席に座ったまま意識不明の状態で見つかり、病院に搬送されたがその後死亡が確認された。死因は運転中の大動脈解離による突然死とみられる。57歳没。関係者によると数日前の収録中に体調不良で途中退席したことがあったが、体調が悪いとは聞いていなかったという。大動脈解離に伴う痛みは「この世で一番の激痛」と呼ばれるほどのものであるが、それでも意識を持って事故を起こさずに停止した事について、各所から賛美の声が上がった。
翌2018年1月13日に「鶴ひろみを送る会」が行われ、山寺宏一、増岡弘らが駆け付けた。野沢雅子、戸田恵子、中尾隆聖、渡辺菜生子らがお別れ会の発起人を務め、野沢は孫悟空の口調でメッセージを寄せた。山寺は取材に「まだ信じられない思いでいっぱい」とコメントした。
第12回声優アワードでは、特別功労賞に代えて2017年度に死去した声優として他の物故者とともに顕彰された。この席上では名前だけでなく、事務所プロフィールの写真と代表作がスクリーンに映し出され、鶴のボイスサンプルの一つナレーション3の音声が会場内で流された。

## 人物・逸話

### エピソード
声優デビュー当初は、テレビアニメ『ペリーヌ物語』のペリーヌ役など、大人しい役柄が多かったが、『きまぐれオレンジ☆ロード』の鮎川まどか役をきっかけに、気の強い女性役を数多く演じていた。一方で、あだち充原作の作品の常連であった。
ストレートな性格であり、特に美神令子を演じた際は、徐々に性格が感化されていったという。その一方で神経質で、つまらないことでも考えすぎて眠れなくなるとも語っている。しかし、古谷徹は鶴のことを「茶目っ気のある性格」と語っている。また、古谷と並んで昔から共演の多い堀川りょうは、鶴のことを「若い頃はプライドの塊だった」と評している。
方言は北海道弁。ゴルフ・ドライブ・テニス・麻雀などを趣味とし、ゴルフに関しては、「年に50数回行ったことがある」と発言している。北海道生まれではあるが、「ウィンタースポーツは全くできない」とのことである。
俳優（顔出し）から声優（アテレコ）業に転向したのは、「児童劇団時代に、目標としていた女優たちから嫌がらせを受けたことがきっかけだった」と語っており、有名女優に挨拶をしても返事をされなかったことなどが、子ども心に傷付いたという。また、テレビでの顔写りが悪かったことも気にしており、家で母に「顔出さないほうがいいよ」と言われ、また同じ劇団に入った年上の女優（モデルの仕事が多くすぐに退団）が大変美人であったため、「どうしても比較されて、子供の頃から傷付く人生を送っていた」と述べている。
声優という職業を意識した切っ掛けは、中学生の頃に観た『ローマの休日』であった。オードリー・ヘプバーンの吹き替えをしていた池田昌子の声が、あまりにイメージにぴったりで驚く。のちに『ペリーヌ物語』で池田と共演を果たした時には感動し、池田の雰囲気としゃべり方に憧れ、ああなりたいと思ったという。
幼少期から動物が苦手で、おそらく一生動物が苦手だろうとしていた。
業界の師匠として野沢雅子を挙げており「人間的にも仕事の上でも。可愛い方で大好き」とのこと。
高校3年生当時、「あれで大学生?」と思う者が周りに多かったため、日本の大学に行く気がなく、アメリカの専門学校で演技の勉強をしに留学することを考えていた。しかし、アメリカ学制は9月入学だったため、高校卒業後も半年間は余裕があったことから、じっくり学校選びをしていたところ、『ペリーヌ物語』のオーディションに合格したため、留学の夢を諦めた。
かつては、宮崎駿のようなアニメ作品を望み、安易に数だけ作る、いわゆる内容がないアニメに苦言を呈したことがあった。
父は俳優志望であった自衛官、母は北海道出身。祖父は九州出身で元警察官。

### 共演・交友関係
松野太紀と古谷徹とは、劇団時代からの旧知の仲。この他、仲が良いとされる声優には、TARAKO、渡辺菜生子、皆口裕子、山本百合子、三ツ矢雄二、野沢雅子、中尾隆聖、富山敬、肝付兼太などがいる。
堀川りょうとは、『ドラゴンボールZ』、『GS美神』、『まじかる☆タルるートくん』など、両者がレギュラー出演していた作品をはじめ、片方のゲスト出演という形などでも数多く共演している。互いに「（共演した作品を）全部は覚えてられない」と語るほど。
古谷徹も『ドラゴンボール』シリーズや『きまぐれ☆オレンジロード』など、共演が非常に多く、堀川同様に恋愛の絡む役が多い。このことに対しては、古谷は「互いの声が合っていたのでは」との見解を示しており、また「仕事がやりやすい」とも発言している。共に劇団ひまわり出身であるが、劇団当時には面識はなかった。
漫画家の椎名高志は、少年期に『ペリーヌ物語』を観て以来の鶴ファンである。『GS美神 極楽大作戦!!』のアニメ化に際しては、主人公の美神令子役に鶴を指名。また、自身の結婚式の際にはその司会を鶴に依頼し、結果的に鶴と横島忠夫役の堀川の2人が担当することになったという。また、同じ椎名原作の『絶対可憐チルドレン』に「『GS美神』ファンへのサービス」としてゲスト出演を果たしている。鶴の急死後に掲載された『週刊少年サンデー』2018年1月10日号（第489話）の扉絵では、同作のキャラクターに鶴が演じたキャラクターのコスプレをさせ、感謝のメッセージを添えている。

## キャラクター関連
持ち役のうち、思い入れが強いものとして、『ペリーヌ物語』のペリーヌ、『幻夢戦記レダ』の朝霧陽子、『ドラゴンボール』シリーズのブルマ、『それいけ!アンパンマン』のドキンちゃん、『らんま1/2』の久遠寺右京、『GS美神』の美神令子、『きまぐれオレンジ☆ロード』の鮎川まどか、などを挙げている。

### ペリーヌ物語
『ペリーヌ物語』は、鶴がアフレコに参加した初のアニメ作品であり、主役のペリーヌを演じている。
高校生だった鶴は、学校帰りに制服ブレザー姿で収録に通ったり、夏には日焼けし、サーファールックにビーチサンダルの格好でスタジオ入りをしたこともあった。その当時を知る人からは「草履を履いてきたんだよね」と言われるという。
当時の実写ドラマ作品は自然な演技が流行っていたため、オーバーに演じないと伝わらないアニメ作品の演技がわからず、ペリーヌならこうしゃべるだろうと、自分で勝手に解釈して台詞を言い、演出家から注意を受けたこともあった。結局『ペリーヌ物語』は慣れないまま終わってしまったのが実感とのこと。
また、当時の世界名作劇場は高いクオリティを目指して制作されていたため、スケジュールの遅れで動画が完成せず、線に合わせてアフレコをしていた。そのため、「絵がないとわからないじゃない」と思いながら収録していた。その後、『おはよう!スパンク』でアフレコに臨んだ際、絵があることに驚き、「1年間、『ペリーヌ』で線に合わせる修行をしたのに、なぜこの番組には絵があるの!」と怒った。

### ドラゴンボール
『ドラゴンボール』シリーズで演じたブルマは、鶴の役歴の中で『それいけ!アンパンマン』のドキンちゃんに次ぐ長さであった。『ドラゴンボールZ』放送当時に「この2本（アンパンマンとドラゴンボール）は、すでにライフワークになっています」と述べていたほど思い入れがあり、レギュラー出演者がファミリー化し、プライベートな付き合いも多かった。
『ドラゴンボールZ』はブルマの出番があまり無くて見逃していたが、のちにDVDで一気に全話見て面白さに感動したと語っている。
ブルマがベジータと結婚したことには視聴者だけでなく鶴自身も驚き、ヤムチャと結婚すると思っていたために、ブルマは「納得できない結婚」と感じた。のち魔人ブウ編のブルマが登場しない回で、ベジータがトランクスに「母さんをよろしくな」と話して死んだことを聞き、鶴自身もベジータに「ちょっと心が動かされた」と語っている。
『ドラゴンボール改』で再びアフレコを担当した際、「Zの時は夢中でわからなかったけど、改で『ああ、ブルマの気持ちがベジータに揺らいだのはここなんだなあ』と気づいた」、「母親目線になるのでどうしても息子の方が可愛く見えちゃう。トランクスがもう可愛くてしょうがない」と語っている。

### GS美神 極楽大作戦!!
アニメ『GS美神』では鶴が美神令子を演じたが、原作者の椎名高志は鶴のデビュー作『ペリーヌ物語』を少年期に見ており、それ以来のファンだったことも後押しした。その後、鶴は『絶対可憐チルドレン』でも明石秋江役で椎名作品への再出演を果たしている。また、椎名の結婚式では鶴に司会を依頼した結果、鶴と横島忠夫役の堀川亮（現・堀川りょう）が司会を担当することになったという。鶴の訃報に椎名は「ずっと放置してたブログ、こんなことで更新したくはなかったのですが。ウチの子を可愛がってくださって、ありがとうございました。」とツイートした。

### きまぐれオレンジ☆ロード
『きまぐれオレンジ☆ロード』の鮎川まどか役は、もともと他の声優にほぼ内定していた。しかし、形式上開催されたオーディションで鶴の声を聞いた関係者が考えを変えて起用されたという経緯がある。その当時の鶴は優等生風なキャラクターが多く、もう少し悪い役をやってみたいと欲求不満になっていたところに、この話が舞い込んだ。
その演技については、当初は中学生という年齢を意識していたが、年齢離れした言動から徐々に意識は薄くなり、大人っぽく変わっていったという。また「自分が演じた今までのキャラクターとかけ離れていたため、演技が難しかった」、「役者としての充分な仕事ができなかった」など、苦労を示す言葉を残している。
作品放送中の1988年には、『アニメージュ』の女性声優部門で3位にランクインした。鶴は同作品に対してはかなり思い入れを示しており、歴代の演じてきた女性キャラクターの中でもまどかは特に気に入っているという。「本当に悪い子ではないけど、決していい子ちゃんじゃない、影の部分もあって魅力的なキャラクター」、「まどかのお陰で役の幅が広がった」とも発言している。当時はまどかに似せた髪型にしていた。
また、作中でまどかと相思相愛だった春日恭介のような、優柔不断な典型的ラブコメ主人公は、あまり自分の好みではないと語っている。
この作品で鮎川まどかを演じたことが縁で、原作者のまつもと泉とは公私ともに親交があった。2017年11月19日、鶴の逝去に対し、まつもとは病気療養中の身を押して追悼のコメントを自身の公式サイトに掲載した。

## 後任
鶴の死後、持ち役を引き継いだ人物は以下の通り。
| 後任       | 役名                 | 作品                                          | 後任の初出演                                |
| ---------- | -------------------- | --------------------------------------------- | ------------------------------------------- |
| 富沢美智恵 | ナレーション         | 『お金のなる気分 〜欲張り女子のケーザイ学〜』 | 2017年12月7日放送回                         |
| 平野文     | ナレーション         | 『元気のアプリ』                              | 2018年1月16日放送回                         |
| 平野文     | ナレーション         | 『仰天パニックシアター』                      | 第42回                                      |
| 冨永みーな | ドキンちゃん         | 『それいけ!アンパンマン』                     | 2018年1月26日放送回                         |
| 久川綾     | ブルマ               | 「ドラゴンボール シリーズ」                   | 花王テレビCM「『敵は風呂場にいる』篇」      |
| 久川綾     | トランクス（赤子時） | 「ドラゴンボール シリーズ」                   | 『ドラゴンボールZ カカロット』              |
| 久川綾     | ブラ                 | 「ドラゴンボール シリーズ」                   | 『スーパードラゴンボールヒーローズ』        |
| 浅野真澄   | シャクヤク           | 『ONE PIECE』                                 | 第870話                                     |
| 大谷育江   | ナレーション         | 『超ド級!世界のありえない映像』               | 2018年放送回                                |
| 瀬戸麻沙美 | ウルトラウーマンベス | 『ウルトラマンUSA』                           | 『ウルトラギャラクシーファイト 運命の衝突』 |
| 名塚佳織   | 久遠寺右京           | 『らんま1/2』                                 | テレビアニメ第2作                           |

## 出演
太字はメインキャラクター。

### テレビアニメ
1978年
- ペリーヌ物語（ペリーヌ）

1981年
- おはよう!スパンク（キャット）

1982年
- 愛の戦士レインボーマン（大宮陽子）
- おちゃめ神物語コロコロポロン（セレーネ、女神）
- 銀河烈風バクシンガー（メリタ）
- The・かぼちゃワイン（神崎、ヨウコ）
- 新みつばちマーヤの冒険（蝶々夫人、テントウ虫の子供A、ミツバチA、カイコ夫人、アリマキの子供A、ベアトリス王女、美人コオロギ、ミノムシ）
- 超時空要塞マクロス（キム・キャビロフ）
- 忍者マン一平（アゲハ）
- わが青春のアルカディア 無限軌道SSX（1982年 - 1983年、レビ）

1983年
- 銀河疾風サスライガー（ジェレミー）
- キン肉マン（1983年 - 1986年、女の子A、少年、ナツコ、ニカウコ、美女、ケンジ、チェリー王子） - 1シリーズ + 特別編1作品
- 光速電神アルベガス（1983年 - 1984年、水木ほたる）
- ストップ!! ひばりくん!（1983年 - 1984年、理絵）
- スペースコブラ
- 特装機兵ドルバック（1983年 - 1984年、ルイ・オベロン）
- パーマン（マジメ、男の子B、生徒A、子供A、メリー）
- プラレス3四郎（1983年 - 1984年、アンリ、マーシュ）
- まんが日本史（藤原定子）
- みゆき（1983年 - 1984年、鹿島みゆき）

1984年
- Gu-Guガンモ（浅草紀子先生）
- 星銃士ビスマルク（シンシア）
- 宗谷物語（少女）
- ナイン 完結編（高木洋子）
- 森のトントたち（1984年 - 1985年、エリサ）
- 夢戦士ウイングマン（麗奈）
- ルパン三世 PARTIII
- GALACTIC PATROL レンズマン（ゼルダ）

1985年
- キャッツ♥アイ（キャシー、明子）
- ゲゲゲの鬼太郎（第3作）（1985年 - 1987年、さとみ、ムギコ、ミナコ、クモ子）
- タッチ（西尾佐知子）
- はーいステップジュン（加納式部〈若い頃〉）
- プロゴルファー猿（1985年 - 1986年、蝶可憐、八千草涼子）
- 北斗の拳（1985年 - 1986年、カンナ、アミ）
- ペンギンズ・メモリー 幸福物語（ジル）

1986年
- 宇宙船サジタリウス（ビアンカ）
- 銀牙 -流れ星 銀-（女性客）
- 青春アニメ全集「風立ちぬ」（節子）
- 生徒諸君!心に緑のネッカチーフを（五月野舞子）
- Dr.スランプ アラレちゃん（珍竹鈴）
- ドラゴンボール（1986年 - 1989年、ブルマ）
- ハイスクール!奇面組（淵乃屋麻衣）
- 光の伝説（上条都）
- ボスコアドベンチャー（ユニコーン）
- メイプルタウン物語（ララ）
- ワンダービートS（ビジュラ姫）

1987年
- エスパー魔美（1987年 - 1989年、黒雪妙子）
- きまぐれオレンジ☆ロード（1987年 - 1988年、鮎川まどか）
- グリム名作劇場（ヨリンデ、ヘルガ） - 2シリーズ
- 新メイプルタウン物語（ルーシー、モニカ）
- 聖闘士星矢（1987年 - 1989年、ジュネ、テティス）
- ついでにとんちんかん（茨木尚子）
- めぞん一刻（1987年 - 1988年、明日菜）
- 陽あたり良好!（関圭子）

1988年
- シティーハンター2（キャサリン・ヘイワード）
- それいけ!アンパンマン（1988年 - 2018年、ドキンちゃん〈初代〉、クマの子、コンニャク小坊主〈黒・初代〉、ピョン吉〈4代目〉、コーヒーういろう〈2代目〉、チョコレートクレープさん〈初代〉、どんくり兄〈初代〉、こざるたち〈初代〉）
- 闘将!!拉麵男（マイタケ）
- トランスフォーマー 超神マスターフォース（コポ）
- 名門!第三野球部（1988年 - 1989年、村下夕子）

1989年
- 新ビックリマン（アントロイメ）
- ドラゴンボールZ（1989年 - 1996年、ブルマ、トランクス〈赤子時〉、ブラ）
- らんま1/2（1989年 - 1992年、かおり、久遠寺右京） - 2シリーズ
- 笑ゥせぇるすまん（1989年 - 1990年、ヒヨドリシナコ、姿子）

1990年
- 美味しんぼ（啓子、花嫁A）
- 鴉天狗カブト（朱雀）
- キャッ党忍伝てやんでえ（マドンナ）
- それいけ!アンパンマン みなみの海をすくえ!（ドキンちゃん）
- 八百八町表裏 化粧師（深雪太夫）
- まじかる☆タルるートくん（1990年 - 1992年、大綾真理）
- 魔法使いサリー（1989年版）（セレネ〈初代〉、ジュンコ先生）
- もーれつア太郎（英子）
- 私のあしながおじさん（レオノラ・フェントン）

1991年
- 緊急発進セイバーキッズ（マリアン）
- ゲッターロボ號（セレン）
- 21エモン（女王陛下・宇宙怪盗キクフローラ）
- ハイスクールミステリー学園七不思議（山岡みどり、みずきの姉）
- 魔法のプリンセス ミンキーモモ（海モモ）（ブレンダ〈2代目〉）
- わたしとわたし ふたりのロッテ（ルイーゼ・パルフィー）

1992年
- 宇宙の騎士テッカマンブレード（アンナ・ホワイト）
- ツヨシしっかりしなさい（1992年 - 1994年、井川恵子）
- スーパービックリマン（シヴァマリア）

1993年
- GS美神（1993年 - 1994年、美神令子）
- 超電動ロボ 鉄人28号FX（ミシェル）
- ドラゴンボールZ 絶望への反抗!!残された超戦士・悟飯とトランクス（ブルマ、トランクス〈赤子時〉）

1994年
- クレヨンしんちゃん（お銀）

1995年
- 爆れつハンター（イエスタ・ディ）

1996年
- エルフを狩るモノたち（ディアル）
- ドラゴンボールGT（1996年 - 1997年、ブルマ、ブラ）

1997年
- ゲゲゲの鬼太郎（第4作）（綾子）
- 白鯨伝説（オハラ）
- HARELUYA II BØY（伊部麗子）
- マスターモスキートン'99（カミル・イナホ・カミーラ）
- MAZE☆爆熱時空（ビスタル・メディチ・カサンドラ女王）

1998年
- アキハバラ電脳組（プティアンジュ、花小金井雛子、秘書）
- サイレントメビウス（キディ・フェニル）
- TRIGUN（メリル・ストライフ）
- ポポロクロイス物語（シオン）
- Bビーダマン爆外伝（しょうきんボン）

1999年
- 課長王子（FBI女性）
- 神風怪盗ジャンヌ（ジャンヌ・ダルク）
- 週刊ストーリーランド（友子）
- 魔術士オーフェン Revenge（シャーロット）
- モンスターファーム〜円盤石の秘密〜（ウンディーネ）

2000年
- グラビテーション（瀬口美華）
- 名探偵コナン（山本公仁子）
- ラブひな（前原しのぶの母）

2001年
- SAMURAI GIRL リアルバウトハイスクール（御剣まどか）
- 破邪巨星Gダンガイオー（緑川夫人）
- バンパイヤン・キッズ（ママ）

2002年
- 犬夜叉（姫）
- ドラゴンドライブ（英明）

2004年
- コロッケ!（ラヴィオリ）
- サムライチャンプルー（紫乃）

2005年
- 雪の女王（オリーネ）

2006年
- 妖怪人間ベム（リメイク版）（ヴィルデフラウ）

2007年
- 機神大戦ギガンティック・フォーミュラ（マリアム・アル・アトラシュ）
- Master of Epic The Animation Age（コグニート・女、ウー 他）
- 遊☆戯☆王デュエルモンスターズGX（ユベル）

2008年
- RD 潜脳調査室（エリカ＝パトリシア＝タカナミ〈書記長〉）
- 紅（九鳳院蒼樹）
- ポルフィの長い旅（イザベラ）
- 絶対可憐チルドレン（2008年 - 2009年、明石秋江）

2009年
- 源氏物語千年紀 Genji（六条の御息所）
- ドラゴンボール改（2009年 - 2015年、ブルマ、西の女界王神） - 2シリーズ
- ONE PIECE（2009年 - 2011年、シャクヤク〈初代〉）

2010年
- ハートキャッチプリキュア!（こころの大樹の声）

2011年
- 青の祓魔師（ミシェル・ネイガウス）
- ちびまる子ちゃん（おヨネ〈2代目〉）

2012年
- 聖闘士星矢Ω（パラス）

2013年
- トリコ×ONE PIECE×ドラゴンボールZ 超コラボスペシャル!!（ブルマ）

2015年
- ドラゴンボール超（2015年 - 2018年、ブルマ、タイツ）

### 劇場アニメ
1982年
- わが青春のアルカディア（ミラ）

1983年
- パタリロ! スターダスト計画

1984年
- キン肉マン 奪われたチャンピオンベルト（ナツコ）
- キン肉マン 大暴れ!正義超人（ナツコ）
- Theかぼちゃワイン ニタの愛情物語（神崎）
- 超時空要塞マクロス 愛・おぼえていますか（キム・キャビロフ）
- 忍者ハットリくん+パーマン 超能力ウォーズ（ユーリー）
- 綿の国星（女学生B）

1985年
- アレイの鏡（リンネ）
- キン肉マン 正義超人vs古代超人（ナツコ）
- キン肉マン 逆襲!宇宙かくれ超人（ナツコ）
- キン肉マン 晴れ姿!正義超人（翔野ナツコ）
- ペンギンズ・メモリー 幸福物語（ジル）

1986年
- ガルフォース ETERNAL STORY（ルフィー）
- キン肉マン ニューヨーク危機一髪!（翔野ナツコ）
- キン肉マン 正義超人vs戦士超人（ナツコ）
- タッチ 背番号のないエース（悠子）
- タッチ2 さよならの贈り物（悠子）
- ドラゴンボール 神龍の伝説（ブルマ）

1987年
- ドラゴンボール 魔神城のねむり姫（ブルマ）

1988年
- きまぐれオレンジ☆ロード あの日にかえりたい（鮎川まどか）
- 闘将!!拉麵男（レイラ）
- ドラゴンボール 摩訶不思議大冒険（ブルマ）
- 陽あたり良好! KA・SU・MI 夢の中に君がいた（関圭子）
- めぞん一刻 完結篇（明日菜）

1989年
- ウルトラマンUSA（ベス・オブライエン / ウルトラウーマンベス）
- キキとララの青い鳥（チレット）
- きまぐれオレンジ☆ロード もぎたてスペシャル（鮎川まどか）
- それいけ!アンパンマン キラキラ星の涙（ドキンちゃん）
- ドラゴンボールZ（ブルマ）
- 変幻退魔夜行 カルラ舞う!-奈良怨霊絵巻-（扇翔子）
- 妖魔 -緋影魔境編-（あや）

1990年
- それいけ!アンパンマン ばいきんまんの逆襲（ドキンちゃん）
- ドラゴンボールZ この世で一番強いヤツ（ブルマ）
- ドラゴンボールZ 地球まるごと超決戦（ブルマ）
- ヘヴィ（リリィ）
- ペリーヌ物語（ペリーヌ）
- ぽこぽんのゆかいな西遊記（観音様）

1991年
- 月光のピアス ユメミと銀のバラ騎士団（佐藤夢美）
- サイレントメビウス（キディ・フェニル）
- それいけ!アンパンマン とべ! とべ! ちびごん（ドキンちゃん）
- それいけ!アンパンマン ドキンちゃんのドキドキカレンダー（ドキンちゃん）
- ドラゴンボールZ 超サイヤ人だ孫悟空（ブルマ）
- まじかる☆タルるートくん（大綾真理）
- まじかる☆タルるートくん 燃えろ!友情の魔法大戦（大綾真理）
- らんま1/2 中国寝崑崙大決戦! 掟やぶりの激闘篇!!（右京）

1992年
- 銀河英雄伝説外伝 黄金の翼（シュザンナ・フォン・ベーネミュンデ）
- サイレントメビウス2（キディ・フェニル）
- それいけ!アンパンマン つみき城のひみつ（ドキンちゃん）
- それいけ!アンパンマン アンパンマンとゆかいな仲間たち（ドキンちゃん）
- ちびねこトムの大冒険（クロエ）
- まじかる☆タルるートくん すき・すき♡タコ焼きっ!（大綾真理）
- らんま1/2 決戦桃幻郷!花嫁を奪りもどせ!!（久遠寺右京）

1993年
- それいけ!アンパンマン 恐竜ノッシーの大冒険（ドキンちゃん）
- ツヨシしっかりしなさい ツヨシのタイムマシーンでしっかりしなさい（恵子）
- ドラゴンボールZ 燃えつきろ!!熱戦・烈戦・超激戦（ブルマ、トランクス〈赤子時〉）
- ドラゴンボールZ 銀河ギリギリ!!ぶっちぎりの凄い奴（ブルマ）
- MOTHER 最後の少女イヴ（サラ）

1994年
- GS美神 極楽大作戦!!（美神令子）
- 三国志 第三部・遥かなる大地（鳳姫）
- ストリートファイターII MOVIE（イライザ）
- スラムダンク 全国制覇だ! 桜木花道（早苗）
- それいけ!アンパンマン リリカル☆マジカルまほうの学校（ドキンちゃん）
- それいけ!アンパンマン みんな集まれ!アンパンマンワールド（ドキンちゃん）
- らんま1/2 超無差別決戦!乱馬チームVS伝説の鳳凰（右京）

1995年
- それいけ!アンパンマン ゆうれい船をやっつけろ!!（ドキンちゃん）
- ドラゴンボールZ 復活のフュージョン!!悟空とベジータ（ブルマ）
- ドラゴンボールZ 龍拳爆発!!悟空がやらねば誰がやる（ブルマ）

1996年
- 新きまぐれオレンジ☆ロード capricious orange road そして、あの夏のはじまり（鮎川まどか）
- それいけ!アンパンマン 空とぶ絵本とガラスの靴（ドキンちゃん）
- それいけ!アンパンマン ばいきんまんと3ばいパンチ（ドキンちゃん）
- ドラゴンボール 最強への道（ブルマ）

1997年
- それいけ!アンパンマン 虹のピラミッド（ドキンちゃん）
- それいけ!アンパンマン ぼくらはヒーロー（ドキンちゃん）

1998年
- それいけ!アンパンマン てのひらを太陽に（ドキンちゃん）
- それいけ!アンパンマン アンパンマンとおかしな仲間（ドキンちゃん）

1999年
- アキハバラ電脳組 2011年の夏休み（花小金井雛子、プティアンジュ）
- それいけ!アンパンマン 勇気の花がひらくとき（ドキンちゃん）
- それいけ!アンパンマン アンパンマンと楽しい仲間たち（ドキンちゃん）

2000年
- それいけ!アンパンマン 人魚姫のなみだ（ドキンちゃん）
- それいけ!アンパンマン やきそばパンマンとブラックサボテンマン（ドキンちゃん）

2001年
- それいけ!アンパンマン ゴミラの星（ドキンちゃん）
- それいけ!アンパンマン 怪傑ナガネギマンとやきそばパンマン（ドキンちゃん）

2002年
- それいけ!アンパンマン ロールとローラ うきぐも城のひみつ（ドキンちゃん）
- それいけ!アンパンマン 鉄火のマキちゃんと金のかまめしどん（ドキンちゃん）

2003年
- アニマトリックス（トリニティ）
- それいけ!アンパンマン ルビーの願い（ドキンちゃん）
- それいけ!アンパンマン 怪傑ナガネギマンとドレミ姫（ドキンちゃん）

2004年
- アストロボーイ・鉄腕アトム特別編 輝ける地球（ほし）〜あなたは青く、美しい…〜（ガイア）
- それいけ!アンパンマン 夢猫の国のニャニイ（ドキンちゃん）
- それいけ!アンパンマン つきことしらたま〜ときめきダンシング〜（ドキンちゃん）

2005年
- それいけ!アンパンマン ハピーの大冒険（ドキンちゃん）
- それいけ!アンパンマン くろゆき姫とモテモテばいきんまん（ドキンちゃん）

2006年
- それいけ!アンパンマン いのちの星のドーリィ（ドキンちゃん）
- それいけ!アンパンマン コキンちゃんとあおいなみだ（ドキンちゃん）

2007年
- それいけ!アンパンマン シャボン玉のプルン（ドキンちゃん）
- それいけ!アンパンマン ホラーマンとホラ・ホラコ（ドキンちゃん）

2008年
- それいけ!アンパンマン 妖精リンリンのひみつ（ドキンちゃん）
- それいけ!アンパンマン ヒヤヒヤヒヤリコとばぶ・ばぶばいきんまん（ドキンちゃん）

2009年
- 映画 フレッシュプリキュア! おもちゃの国は秘密がいっぱい!?（ウサピョン）
- それいけ!アンパンマン だだんだんとふたごの星（ドキンちゃん）
- それいけ!アンパンマン ばいきんまんvsバイキンマン!?（ドキンちゃん）
- 名探偵コナン 漆黒の追跡者（荻野警部）

2010年
- それいけ!アンパンマン ブラックノーズと魔法の歌（ドキンちゃん）
- それいけ!アンパンマン はしれ!わくわくアンパンマングランプリ（ドキンちゃん）
- 10thアニバーサリー 劇場版 遊☆戯☆王 〜超融合!時空を越えた絆〜（ユベル）
- TRIGUN Badlands Rumble（メリル・ストライフ）

2011年
- それいけ!アンパンマン すくえ! ココリンと奇跡の星（ドキンちゃん）
- それいけ!アンパンマン うたって てあそび! アンパンマンともりのたから（ドキンちゃん）

2012年
- それいけ!アンパンマン よみがえれ バナナ島（ドキンちゃん）
- それいけ!アンパンマン リズムでてあそび アンパンマンとふしぎなパラソル（ドキンちゃん）

2013年
- それいけ!アンパンマン とばせ! 希望のハンカチ（ドキンちゃん）
- それいけ!アンパンマン みんなでてあそび アンパンマンといたずらオバケ（ドキンちゃん）
- ドラゴンボールZ 神と神（ブルマ）

2014年
- それいけ!アンパンマン りんごぼうやとみんなの願い（ドキンちゃん）
- それいけ!アンパンマン たのしくてあそび ママになったコキンちゃん!?（ドキンちゃん）

2015年
- それいけ!アンパンマン ミージャと魔法のランプ（ドキンちゃん）
- それいけ!アンパンマン リズムでうたおう! アンパンマン夏まつり（ドキンちゃん）
- ドラゴンボールZ 復活の「F」（ブルマ）

2016年
- それいけ!アンパンマン おもちゃの星のナンダとルンダ（ドキンちゃん）

2017年
- それいけ!アンパンマン ブルブルの宝探し大冒険!（ドキンちゃん）

### OVA
1985年
- 軽井沢シンドローム（箕輪みるく）
- 幻夢戦記レダ（朝霧陽子）

1986年
- 活劇少女探偵団（実相寺昭子）
- ガルフォース（ルフィー、スコア） - 2作品
- 県立地球防衛軍（バラダギ大佐）
- 湘南爆走族（1986年 - 1999年、津山よし子） - 10作品
- デルパワーX 爆発みらくる元気!!（羽根木愛美）
- バイオレンスジャック ハーレムボンバー（ユミ）
- ペリカンロード クラブ・カルーチャ（高垣由仁子）

1987年
- 傷追い人（夏子）
- JUNK BOY（沢木亜樹）
- 新歌舞伎町ストーリー 花のあすか組!（久楽あすか）
- スペースファンタジア 2001夜物語（ハンナ・ロビンソン、ジョセフ）
- パンツの穴 まんぼでGANBO!（桜井先生）
- 火の鳥 ヤマト編（カジカ）
- マップス 伝説のさまよえる星人たち（リプミラ）
- 笑う標的（志賀梓）

1988年
- 1ポンドの福音（シスター・アンジェラ）
- ドミニオン（レオナ）
- 魔界都市〈新宿〉（さやか）
- めぞん一刻 四季 移りゆく季節の中で（九条明日菜）

1989年
- 紅い牙 ブルー・ソネット（ソネット・バージ）
- レアガルフォース（スコア）
- きまぐれオレンジ☆ロード（1989年 - 1990年、鮎川まどか） - 2シリーズ6作品
- クレオパトラD.C.（スエン）
- 聖獣機サイガード -CYBERNETICS・GUARDIAN-（ライア・ロゼッタ）
- 独身アパートどくだみ荘（ユウホ）
- 左のオクロック!!（篠崎萌）
- 妖魔（あや）

1990年
- 暗黒神話（大神美弥）
- NINETEEN 19（藤崎雅菜）
- 花のあすか組! 2 ロンリーキャッツ・バトルロイヤル（久楽あすか）
- 変幻退魔夜行 カルラ舞う! 仙台小芥子怨歌（扇翔子）
- 魔物ハンター妖子（真野小夜子）
- 八神くんの家庭の事情（七瀬密子）

1991年
- IZUMO（イヨ）
- カンビュセスの籤（エステル）
- きまぐれオレンジ☆ロード 第3期 （鮎川まどか） - 2作品
- ここはグリーン・ウッド（手塚渚）
- 捜獣戦士サイキックウォーズ（朝日奈冬子）
- 巴がゆく!（王島静）
- 魔宮戦場2（ステファン）
- 魔獣戦士ルナ・ヴァルガー（レイピア・ロナ）
- 夢枕獏 とわいらいと劇場 夢蜉蝣（文緒）

1992年
- うしおととら（かがり）
- 機神兵団（エバ・ブラウン、マリア・ブラウン）
- スクランブル・ウォーズ 突走れ!ゲノムトロフィーラリー（ルフィ、スコア）
- 東京BABYLON A SAVE FOR TOKYO CITY STORY（麻生風美）
- のぞみ♡ウィッチィズ（江川望）
- 破妖の剣 漆黒の魔性（ラエスリール）

1993年
- ドラゴンボールZ外伝 サイヤ人絶滅計画（ブルマ）
- らんま1/2 シャンプー豹変! 反転宝珠の禍（久遠寺右京）
- らんま1/2 天道家 すくらんぶるクリスマス（久遠寺右京）

1994年
- 湘南純愛組!（村越鮎美）
- 真・孔雀王（月読）
- なつきクライシス（神取あきら）
- 魔物ハンター妖子5 光陰覇王の乱（真野小夜子）
- らんま1/2 道を継ぐ者（久遠寺右京）

1995年
- GOLDEN BOY-さすらいのお勉強野郎-（女社長）
- 卒業（新井聖美）
- ブラック・ジャック（サンドラ）
- 魔物ハンター妖子2（真野小夜子）
- らんま1/2 SUPER ああ呪いの破恋洞! 我が愛は永遠に（久遠寺右京）

1996年
- マスターモスキートン（カミル・イナホ・カミーラ）
- 結婚 〜Marriage〜（新井聖美）
- それいけ!アンパンマン（1996年 - 2009年、ドキンちゃん） - 7作品
- らんま1/2 SUPER 二人のあかね「乱馬、私を見て!」（久遠寺右京）

1999年
- MASTERキートン（ルイーズ・ブラウン）

2008年
- ドラゴンボール オッス!帰ってきた孫悟空と仲間たち!!（ブルマ）
- METAL GEAR SOLID 2 BANDE DESSINEE（ナオミ・ハンター）

2010年
- DRAGON BALL 超サイヤ人絶滅計画（ブルマ）
- らんま1/2 悪夢!春眠香（久遠寺右京）
- ONE PIECE FILM STRONG WORLD EPISODE:0（シャクヤク）

### ゲーム
2019年以降の一部の作品は、鶴の生前の収録音声を使用したライブラリ出演。
1989年
- イースI・II（リリア）
- 天外魔境 ZIRIA（キン太、カーミラ、月姫）

1991年
- アーネスト・エバンス（シャルロット・オーレリー）
- コズミック・ファンタジー2 冒険少年バン（リム・ノーランディア）
- 精霊戦士スプリガン（リカート）

1992年
- ヴァリスIV（レナ・ブランド）※PCエンジン版
- コズミック・ファンタジー3 冒険少年レイ（リム・ノーランディア）
- 魔法の少女シルキーリップ（城ヶ谷陽子、ラヴァー）
- らんま1/2 打倒、元祖無差別格闘流!（久遠寺右京）
- らんま1/2 爆烈乱闘篇（久遠寺右京）

1993年
- アークスI・II・III（エリン・ガーシュナー、サーラ・メディン）
- イースIV The Dawn of Ys（リリア）
- CALII（ラベンナ）
- コズミック・ファンタジー ビジュアル集（リム・ノーランディア）
- GS美神 除霊師はナイスバディ（美神令子）
- 卒業 〜Graduation〜（新井聖美）
- ダンジョンエクスプローラーII（ヴェルダンディ）
- らんま1/2 白蘭愛歌（久遠寺右京）

1994年
- コズミック・ファンタジー4 銀河少年伝説激闘編 光の宇宙（うみ）の中で…（リム・ノーランディア）
- ゴーストスイーパー美神（美神令子）
- ドラゴンボールZ 偉大なる孫悟空伝説（ブルマ）
- ドラゴンボールZ 真サイヤ人絶滅計画 -宇宙編-（ブルマ）
- ドラゴンボールZ 真サイヤ人絶滅計画 -地球編-（ブルマ）
- モンスターメーカー 闇の竜騎士（ラクーナ）
- らんま1/2 超技乱舞篇（久遠寺右京）

1995年
- 空想科学世界ガリバーボーイ（1995年 - 1996年、バット） - 2作品
- デア・ラングリッサー（イメルダ将軍）
- ドラグーンマイト（つぐみ、レイラ、ザック）

1996年
- コブラ・ザ・シューティング（ユートピア・モア）
- 卒業クロスワールド（新井聖美）
- フェーダ・リメイク 〜エンブレム・オブ・ジャスティス〜（ルーシア・フランモア、フレイア・ダークウッド）

1997年
- エルフを狩るモノたち -完全版-（ディアル）
- 攻殻機動隊 GHOST IN THE SHELL（草薙素子）
- 銀河お嬢様伝説ユナ3 -LIGHTING ANGEL-（プリンセス・ミラージュ）
- 子育てクイズ マイエンジェル2（妹）※AC
- 卒業S（新井聖美）
- 卒業Vacation（新井聖美）
- だいすき（クローム・H・マッキンベル）
- 鉄拳3（ジュリア・チャン）
- ネクストキング 恋の千年王国（ローズマリー）
- マリカ 〜真実の世界〜（フランソワーズ）
- ラングリッサーI&II（イメルダ）

1998年
- ザ・マッチゴルフ（竹内あけみ）
- 超魔神英雄伝ワタル ANOTHER STEP（ワルジョ）
- メタルギアソリッド（ナオミ・ハンター）
- OverBlood2（クリス・レーンベッカー）
- 悠久幻想曲 ensemble（ヴァネッサ・ウォーレン）
- 悠久幻想曲 2nd Album（ヴァネッサ・ウォーレン）

1999年
- 鉄拳タッグトーナメント（ジュリア・チャン）
- トイファイター（ビタミン）
- Harlem Beat（矢部希理子）
- 悠久幻想曲 ensemble2（ヴァネッサ・ウォーレン）
- リトルプリンセス マール王国の人形姫2（アクージョ）

2000年
- BLOOD THE LAST VAMPIRE（サチコ）

2001年
- サモンナイト2（ケイナ）

2003年
- サモンナイト3（ケイナ）
- ドラゴンボールZ（ブルマ）※PlayStation 2版&ニンテンドー ゲームキューブ版

2004年
- 青い涙（柏木静恵）
- ドラゴンボールZ2（ブルマ）
- どろろ（美咲）

2005年
- 卒業 〜Next Graduation〜（新井聖美）
- 天外魔境III NAMIDA（シャンネ）
- ドラゴンボールZ Sparking!（ブルマ）
- ドラゴンボールZ3（ブルマ）

2006年
- ドラゴンボールZ Sparking! NEO（ブルマ、ブラ）

2007年
- シャイニング・フォース イクサ（ジラ）
- ドラゴンボールZ 真武道会2（ブルマ）
- ドラゴンボールZ Sparking! METEOR（ブルマ、ブラ）
- ドラゴンボールZ 遥かなる悟空伝説（ブルマ）

2008年
- スーパーロボット大戦A PORTABLE（ルビーナ）
- スーパーロボット大戦Z（テラル、ルビーナ）
- ドラゴンボールZ インフィニットワールド（ブルマ）
- ドラゴンボールDS（ブルマ）
- NINJA GAIDEN 2（血のエリザベート）
- メタルギアソリッド4（ナオミ・ハンター）

2009年
- ドラゴンボール 天下一大冒険（ブルマ）
- ドラゴンボール レイジングブラスト（ブルマ）

2010年
- ドラゴンボール タッグバーサス（ブルマ）
- ドラゴンボールDS2 突撃!レッドリボン軍（ブルマ）
- ドラゴンボール レイジングブラスト2（ブルマ）

2013年
- 世界名作童話 親子で読めるゲーム絵本（ジャックと豆の木）

2014年
- ドラゴンボールヒーローズ（2014年 - 、西の界王神、ブルマ〈初代〉） - 4作品

2015年
- ドラゴンボールZ 超究極武闘伝（ブルマ）
- ドラゴンボール ゼノバース（ブルマ）
- ブレイブリーセカンド（アンネ）
- 龍が如く0 誓いの場所（麗奈）

2016年
- ドラゴンボール ゼノバース2（ブルマ）
- ドラゴンボールフュージョンズ（ブルマ、ブラ）
- ドリフトガールズ（泉澤麻衣）
- 英雄伝説 空の軌跡 the 3rd Evolution（ルフィナ・アルジェント）

2017年
- スーパーロボット大戦V（ネバンリンナ）

2018年
- ドラゴンボール ファイターズ（ブルマ）

2019年
- スーパーロボット大戦T（ネバンリンナ / 鉄魔獣ネバンエンデ）
- 遊戯王 デュエルリンクス（ユベル、遊城十代 / ユベル）

### 吹き替え

#### 俳優
ミーガン・フォローズ
- 赤毛のアンシリーズ（アン・シャーリー）※ソフト版
  - 赤毛のアン
  - 続・赤毛のアン アンの青春
  - 続・赤毛のアン アンの結婚

#### 映画
- ガールズ（アニー）※フジテレビ版
- 刑事エデン/追跡者（レア〈ミア・サラ〉）※VHS版
- 恋しくて（ワッツ〈メアリー・スチュアート・マスターソン〉）
- サルサ/灼熱のふたり（ヴィッキー〈アンジェラ・アルヴァラード〉）
- シティーハンター（野上冴子）※フジテレビ版
- ダイヤモンド・スカル/華麗なる殺意（レベッカ〈サディ・フロスト〉）
- ダウンタウン物語（バグジー・マロン〈スコット・バイオ〉）※テレビ朝日版
- ドン・サバティーニ（ティナ・サバティーニ〈ペネロープ・アン・ミラー〉）
- 初体験/リッジモント・ハイ ※フジテレビ版
- ファースト・ミッション（ジェニー〈エミリー・チュウ〉）
- フットルース（ラスティ〈サラ・ジェシカ・パーカー〉）※フジテレビ版
- フランス軍中尉の女（メアリー〈エミリー・モーガン〉）※TBS版
- ボールズ・ボールズ ※テレビ朝日版
- ポルターガイスト（ダナ・フリーリング〈ドミニク・ダン〉）※フジテレビ版
- マジック・ダイナソー（アシュレー〈サラ・ウェイン〉）
- ラストエンペラー（役名非表示）
- リトル・ロマンス（ナタリー）※フジテレビ版
- 若草物語 ※NHK版

#### テレビドラマ
- ジム・ヘンソンのストーリーテラー（王子）
- スタートレック:ディープ・スペース・ナイン シーズン4 #24（エコリア〈エレン・ウィーラー〉）
- 新・大草原の小さな家（プラム）
- タイムマシーンにお願い（セリア）
- 超音速攻撃ヘリ エアーウルフ（アークエンジェルの秘書）
- 超能力プリンス マシュー・スター（パム・エリオット〈エイミー・スティール〉）
- フルハウス（キャリー・ファウラー〈エリカ・エレニアック〉）
- 名探偵ポワロ（キティ）
- 名探偵ロビン 事件はおまかせ!（リズ・ホッジス）

### 人形劇
- のびのびノンちゃん（ノンちゃん）

### ドラマCD・カセット
- アーシアンドラマCD2（孝子）
- ヴァンパイアハンター外伝〜宿命の旅人ドノヴァン〜（エレン）
- 菊地秀行原作 エイリアン秘宝街、エイリアン怪猫伝（太宰ユキ）※カセットブック
- 英雄伝説 空の軌跡 the 3rd 〜魂の刻印〜（ルフィナ・アルジェント）
- ガーランド サイレントの章（ヘカテ）
- 神様がいっぴき（美童紫玉）
- 銀河戦国群雄伝ライ（独眼竜正宗）※カセットブック
- クロックタワー2（ヘレン・マクスウェル）
- クロックタワー3 予兆編 / 覚醒編（ナンシー・ハミルトン）
- 古文単語FORMULA 600 対応CD BOOK-大学受験（音声解説）
- コズミック・ファンタジー外伝 銀河商人の罠（リム）
- サイレントメビウス 大江戸暗婦始末記 音楽集（「はぐれ都鳥」）
- CDドラマ ミュウツーの誕生（ロケット団女ボス）
- シャイニング・フォース イクサ ドラマCD（ジラ）
- 新撰組異聞 蒼き狼たちの神話2 浅葱色の夜明け（奈美）
- 新撰組異聞 蒼き狼たちの神話 音楽スペシャル「誠」（奈美、「こころ」）
- スクランブル・ウォーズ ドラマ編 闇のラビリンス（スコア）
- 聖ナル少女ノ詩（秋乃桜）
- 聖エルザクルセイダーズ（白雪和子）※カセットブック全4巻とCD
- 卒業&卒業II 卒業ガールズ全員集合!（新井聖美）
- たとえばこんなラヴ・ソング（七穂瞳）
- ツインビーPARADISE3（エリナ）
- 電脳少女歌劇団（キディ・フェニル）
- とうきょうデンキKIRAKIRA合唱団 THE MIRACLE FOREVER（「夏のミラージュ」）
- ドラゴンクエスト列伝 ロトの紋章（ティーエ、ナレーション）
- ドラゴンランス戦記 氷壁の白竜（シルヴァラ）※カセット文庫
- 爆れつハンターII ザ・マンスリー・コレクション 5th Season（ノシェル）
- B型同盟（エイミ）
- ファイアーエムブレム 旅立ちの章（ミネルバ）
- 変幻退魔夜行 カルラ舞う! 奈良怨霊絵巻 （扇翔子）※カセット文庫
- 星くずパラダイス（奈良科ゆき）
- 魔獣学園（成瀬弥生）カセット文庫
- 魔乳秘剣帖（胸社千組）
- 勇者王ガオガイガー スペシャルドラマ4 〜ID5は永遠に…〜（久我モモコ）
- ユメミと銀のバラ騎士団（佐藤夢美）
  - 「月光のピアス」
  - 「銀のメサイア」
- ロードス島戦記 幻惑の魔石、宿命の魔術師（ディードリット）カセットブック
- WILD ADAPTER 04（アンナ）

### 情報・報道・バラエティ
- 理科教室小学校4年生（ナレーション）
- ビートたけしのTVタックル（ナレーション）
- @サプリッ!（ナレーション）
- 開運!なんでも鑑定団（ナレーション）※冨永みーな産休時
- 仰天パニックシアター（ナレーション）
- クイズ!常識の時間!!（ナレーション）
- 邦子・徹のあんたが主役（ナレーション）
- 幸せレシピ（ナレーション）
- 世界まる見え!テレビ特捜部（2008年7月7日、ドキンちゃんの声）
- 超ド級!世界のありえない映像（博覧会・烈伝）（ナレーション）
- テレビ王（ナレーション）
- トモコさん（トモコ）
- にっぽん百名山スペシャル（ナレーター）
- 発掘!あるある大事典 / 発掘!あるある大事典II（ナレーション）
- 発明将軍ダウンタウン（ナレーション）
- 100%キャイ〜ン!（ナレーション、チクリ忍者）
- 宮本和知の熱血!昼休み（ナレーション）
- 野菜美人（ナレーション）
- 理科6年 ふしぎ情報局（ナレーション）
- 知るを楽しむ「私のこだわり人物伝」（ナレーション）
- お金のなる気分〜欲張り女子のケーザイ学〜（ナレーション）[120]

### テレビドラマ
- コメットさん 第1期（1967年）
  - 第63話「妖怪の森」おたえ
  - 第78話「いつか通った雪の街」マッチ売りの少女
- チャコとケンちゃん
- 特別機動捜査隊（1969年）
  - 第375話「鶏はふたたび鳴く」由利子
  - 第386話「涙の子守唄」立原珠子
- 炎の青春 第8話「飛べ飛べ シャボン玉」（1969年）
- ケンちゃんトコちゃん（1970年）
- 美しきチャレンジャー 第14、15話（1971年）車椅子の少女
- 緊急指令10-4・10-10 第18話「人食いナメクジ発生!!」（1972年）児玉愛子
- 恐怖劇場アンバランス 第4話「仮面の墓場」（1973年）少女
- わが子は他人（1974年）
  - 第7話「喧嘩」
  - 第14話「夏のはじめ」
  - 第16話「提案」生徒
- 剣と風と子守唄 第21話「女郎集団脱走」（1975年）おくみ
- 彩の女
- 黒木太郎の愛と冒険〜男は女にやさしくされたいし、やさしくしたいんだ〜（和美）
- 巣立つ日まで（1976年）上田ひろみ[121]
- 炎神戦隊ゴーオンジャー（2008年）害水目蛮機獣シャワーバンキの声
- 仮面ライダーオーズ/OOO（2011年）プテラノドンヤミー（雌）の声
- アオイホノオ 第1話（2014年）中尾百合の声

### 映画
- わが道（1974年）
- 俺とあいつの物語（1981年）
- 劇場版 仮面ライダーアギト PROJECT G4（2001年）フォルミカ・レギアの声

### 舞台
- 天使の暴走
- アクターズ・スリル&チャンス
- 恐いモノ見たさビックリ大会 太紀ちゃん祭り（松野太紀デビュー30周年記念公演）
- 誰かが誰かを愛してる（鈴置洋孝プロデュース）
- シンプルレビュー2（劇団アルターエゴプロデュース公演）
- C-ランド vol.3「Little Wing 〜手つかずの空〜」（TARAKOプロデュース）
- NAO-TA! vol.1「Little Wing 〜手つかずの空2002〜」（渡辺菜生子＋TARAKOプロデュース）
- NAO-TA! vol.2「dear 〜ガラス越しの〜」（渡辺菜生子＋TARAKOプロデュース）
- NAO-TA!「REPLAY」（渡辺菜生子＋TARAKOプロデュース）
- VS!ぶぁーさす〜とりあえずビール??（WAKUプロデュース主催）※友情出演
- 三つの時代の物語（岸野幸正、戸田恵子演出）
- 見果てぬ夢（鈴置洋孝プロデュース）
- オンリー・ユー（SPC鈴舟、堤泰之演出）

### ラジオ
- 青山二丁目劇場「下駄の一生」（お姉さん下駄）
- 熱血電波倶楽部「GS美神 極楽大作戦!!」 （美神令子）※TBSラジオ『林原めぐみのTokyo Boogie Night』内で放送（1994年 - 1995年）
- 花の慶次（ナレーション）※TBSラジオ『角田信朗 〜傾いて候〜 よっしゃあ!』内で放送（2011年 - 2012年）
- ラジオアニメック・決定!アニメ最前線
- ラジオドラマ クジラの消えた日
- ラジオマクロス みんなデカルチャー（1984年 - 1985年）
- ワールド・オブ・エレガンス

### CM
- 九州生乳販売農業協同組合連合会〜ミルとミクの九州牧場物語〜（空山未来）
- すかいらーくグループ ガスト春バーグ祭ハンバーグフェア2012（ナレーター）[122]
- バナレックス 『GS美神 除霊師はナイスバディ』（1993年）
- 桃屋（『ドラゴンボール改』とのコラボレーション）（ブルマ）
- ライオン ロングバネット（バネッ子）（柏原芳恵の横にいる人形）
- ロート製薬 ロートこどもソフト（『ドラゴンボール』タイアップ時）（ブルマ）
- 映画『バクマン。』恋編（2015年）ナレーター[123]

### その他
- さくらや全店（店内アナウンス）
- DVD 恐怖劇場アンバランス 店頭プロモーション映像（ナレーション）
- オリジナルビデオ ドラゴンクエストVI（バーバラ）
- ウルトラセブンとペリーヌちゃんのなぞなぞクイズレコード（ペリーヌの声、『小学館の幼稚園』1978年11月号ふろくのソノシート）
- 画ニメ 天野喜孝 鳥の歌（少年の母）
- 古文単語FORMULA600 現代語訳 CD音声

## ディスコグラフィ

### シングル
|     | 発売日        | タイトル     | 規格品番  | オリコン 最高位 |
| --- | ------------- | ------------ | --------- | --------------- |
| 1st | 1992年4月25日 | Morning Star | KTDR-2035 | 27位            |

### 歌手参加楽曲
| 発売日        | 商品名                                    | 歌                   | 楽曲                    | 備考                                 |
| ------------- | ----------------------------------------- | -------------------- | ----------------------- | ------------------------------------ |
| 1990年8月22日 | 変幻退魔夜行 カルラ舞う! -仙台小芥子怨歌- | 鶴ひろみ、山本百合子 | 「手のひらに 夢をのせ」 | OVA『カルラ舞う!』エンディングテーマ |
| 1991年5月10日 | アニメVコミック レンタマン ヴォーカル集   | 鶴ひろみ             | 「月の宵、目覚めし時」  | OVA『夢枕獏 とわいらいと劇場』主題歌 |

### キャラクターソング
| 発売日   | 商品名                                                                          | 歌 | 楽曲                             | 備考                                                              |
| 1990年   | 1990年                                                                          | 1990年 | 1990年                           | 1990年                                                            |
| -------- | ------------------------------------------------------------------------------- | --- | -------------------------------- | ----------------------------------------------------------------- |
| 7月2日   | ドラゴンボールZ ヒット曲集 IV                                                   | ブルマ（鶴ひろみ） | 「女の子は罪作り」               | テレビアニメ『ドラゴンボールZ』関連曲                             |
| 1991年   |                                                                                 | |                                  |                                                                   |
| 1月21日  | よーい・どん!                                                                   | 天道あかね（日髙のり子）、シャンプー（佐久間レイ）、久遠寺右京（鶴ひろみ）、九能小太刀（島津冴子）                             | 「よーい・どん!」                | テレビアニメ『らんま1/2』関連曲                                   |
| 9月21日  | ドラゴンボールZ ヒット曲集 8                                                    | ブルマ（鶴ひろみ） | 「CAPSULE CORP.」                | テレビアニメ『ドラゴンボールZ』関連曲                             |
| 12月21日 | らんま½ 格闘歌かるた                                                            | 久遠寺右京（鶴ひろみ） | 「お好み焼きに書いたラブレター」 | テレビアニメ『らんま1/2』関連曲                                   |
| 1992年   |                                                                                 | |                                  |                                                                   |
| 10月28日 | スクランブル・ウォーズ 突走れ!ゲノムトロフィーラリー オリジナルサウンドトラック | エルザ（川村万梨阿）、ルフィー（鶴ひろみ）、ポニー（富沢美智恵）、パティ（原えりこ）、ネネ（平松晶子）、キャティ（渡辺菜生子） | 「ALL MY LOVE」                  | OVA『スクランブル・ウォーズ 突走れ!ゲノムトロフィーラリー』主題歌 |
| 12月16日 | スクランブル・ウォーズ Doki! Doki! Paradise                                     | ルフィー（鶴ひろみ） | 「Wake Up!」                     | OVA『スクランブル・ウォーズ 突走れ!ゲノムトロフィーラリー』関連曲 |
| 1994年   |                                                                                 | |                                  |                                                                   |
| 1月21日  | GS美神 美しき逃亡者シリーズ.I                                                   | 美神令子（鶴ひろみ） | 「地上最強のGS」                 | テレビアニメ『GS美神』関連曲                                      |
| 1995年   |                                                                                 | |                                  |                                                                   |
| 1月21日  | 卒業 〜Graduation〜                                                             | 新井聖美（鶴ひろみ）、中本静（久川綾）、高城麗子（冬馬由美）、志村まみ（金丸日向子）、加藤美夏（嶋方淳子）                     | 「卒業 〜Graduation〜」          | OVA『卒業 〜Graduation〜』主題歌                                  |
| 2013年   |                                                                                 | |                                  |                                                                   |
| 12月25日 | 聖闘士星矢Ω Song Collection                                                     | パラス（鶴ひろみ） | 「命の花」                       | テレビアニメ『聖闘士星矢Ω』関連曲                                 |